# Deinocerites pseudes
Deinocerites pseudes är en tvåvingeart som beskrevs av Dyar och Frederick Knab 1909. Deinocerites pseudes ingår i släktet Deinocerites och familjen stickmyggor. Inga underarter finns listade i Catalogue of Life.